# Bądzów
Bądzów est une localité polonaise de la gmina de Jerzmanowa, située dans le powiat de Głogów en voïvodie de Basse-Silésie.